# Violet Romer
Violet Romer (1886–1970) fue una actriz estadounidense.

## Biografía
Nació en 1886 en San Francisco, California, y se destacó como actriz, bailarina, y flapper estadounidense.
Además de actuar, Romer fundó su propia escuela de danza.
Romer murió en Port Jefferson, Nueva York en 1970.